# 2010年バンクーバーオリンピックのスウェーデン選手団
2010年バンクーバーオリンピックのスウェーデン選手団（2010ねんバンクーバーオリンピックのスウェーデンせんしゅだん）は、2010年2月12日から2月28日までカナダのブリティッシュコロンビア州バンクーバー市で開催された2010年バンクーバーオリンピックのスウェーデン選手団、およびその競技結果。

## 概要
今大会は、金メダル5個、銀メダル2個、銅メダル2個の合計9個のメダルを獲得した。

## メダル
| メダル | 選手名                                                                                           | 競技             | 種目               |
| ------ | ------------------------------------------------------------------------------------------------ | ---------------- | ------------------ |
| 金     | ハロッテ・カッラ                                                                                 | クロスカントリー | 女子10kmフリー     |
| 金     | マルクス・ヘルナー                                                                               | クロスカントリー | 男子30kmパシュート |
| 金     | ダニエル・リチャードソン ヨハン・オルソン アンデシュ・セデルグレン マルクス・ヘルナー            | クロスカントリー | 男子4 x 10kmリレー |
| 金     | ビョルン・フェリ                                                                                 | バイアスロン     | 男子パシュート     |
| 金     | アネッテ・ノルベリ エヴァ・ルンド キャスリン・リンダール アンナ・レモイネ カイサ・ベリストローム | カーリング       | 女子               |
| 銀     | アンナ・ハーグ                                                                                   | クロスカントリー | 女子15kmパシュート |
| 銀     | アンナ・ハーグ ハロッテ・カッラ                                                                  | クロスカントリー | 女子団体スプリント |
| 銅     | アニヤ・パーション                                                                               | アルペンスキー   | 女子複合           |
| 銅     | ヨハン・オルソン                                                                                 | クロスカントリー | 男子30kmパシュート |